# Indiana Jones: The Pinball Adventure
Indiana Jones: The Pinball Adventure is een flipperkastspel uit 1993, gebaseerd op het personage Indiana Jones. Het spel werd ontworpen door Mark Ritchie, en uitgebracht door Williams.
Het spel was onderdeel van WMS’ SuperPin serie, waar ook The Twilight Zone en Star Trek: The Next Generation toe behoren.

## Geluid
De flipperkast was de eerste die Williams/ Midway's DCS Sound Systeem gebruikte. Het spel bevat geluidsfragmenten uit de eerste drie bioscoopfilms.

## Modes
Er zijn in totaal 12 modes in het spel, elk gebaseerd op een scène uit een van de drie films. De modes volgen elkaar op, en men moet eerst een mode uitspelen alvorens de volgende te kunnen openen.
De modes zijn:
Raiders of the Lost Ark
- Get the Idol: men moet de Idol bemachtigen door de bal in een slot te schieten.
- Raven Bar / Get the Medallion (video mode): men moet 20 Nazi’s doden om een medaillon te bemachtigen.
- Streets of Cairo: men moet de bal in een bepaald doel schieten om Marion Ravenwood te vinden.
- Well of Souls: dit is een multiballmode met zes ballen.

Indiana Jones and the Temple of Doom
- Monkey Brains: elke looping en ramp waar de bal op geschoten wordt is 8 miljoen punten waard.
- Steal the Stones: men moet de stenen verzamelen door de bal van de rechter ramp af te schieten.
- Escape in the Mine Cart (video mode): men moet een mijnkarretje links en rechts over de rails bewegen om het einde van het parcours te halen.
- Survive the Rope Bridge: met moet de bal vijf keer over een ramp schieten.

Indiana Jones and the Last Crusade
- Castle Brunwald: men kan een extra bal bevrijden door deze meerdere keren te raken.
- Tank Chase: men moet de bal over de linker en rechter looping schieten.
- Three Challenges: men moet de bal op een speciaal speelveld schieten, alwaar drie doelwitten geraakt moeten worden.
- Choose Wisely (video mode): er staan vijf gralen, waaruit de speler de juiste moet keizen.

## Multiball
Er zijn vier multiball modes in Indiana Jones:
- Regular Multiball (3-ballen): men moet de ballen in drie sloten schieten, die eerst geopend dienen te worden.
- Quick Multiball (2-ballen): men moet een slot waar al een bal in zit tweemaal raken binnen 15 seconden. Daarna wordt een tweede bal het spel in geschoten. Men moet proberen de gevangen bal te blijven raken voor de volgende beloningen:
  - The Idol of The Incas (10 miljoen)
  - The Diamond of Shanghai (15 miljoen)
  - The Remains of Nurhachi (20 miljoen)
  - The Cross of Coronado (25 miljoen)
  - The Fish of Tayles (30 miljoen)
- Well of Souls (6-ballen)
- Eternal Life (6-ballen): als alle 12 modes uitgespeeld zijn, gaat de startmode branden waarin met een zes ballen tellende multiball kan krijgen.